# 托馬斯提克-因費爾德
托馬斯提克-因費爾德（德語：Thomastik-Infeld）是一家奧地利樂器商，專事提琴類樂器（小提琴、中提琴、大提琴、低音提琴、吉他等）的琴弦以及松香的生產製造。
該商最知名的產品莫過於「多米南特」（Dominant）琴弦，這是一種歷史悠久的尼龍製琴弦，現在是初學者的經濟選項之一。
著名演奏家如伊扎克·帕尔曼、希拉里·哈恩與艾萨克·斯特恩都曾是托-因琴弦的使用者。

## 歷史
1919年，製琴師法蘭茨·托馬斯提克博士與社會工程師奧托·因費爾德共同創建公司，最初的產品是金屬製琴弦。二次世界大戰期間，工場遭到毀損。1970年他們開啟了多米南特的產線，以當時的市場趨勢來看，尼龍材料的琴弦正逐漸取代動物腸弦，多米南特系列藉此大發利市。
1994年至2009年期間，公司由彼得·因費爾德營運，他在2009年4月15日去世，享年六十七歲。目前公司負責人是茲登卡·因費爾德。
2021年，在原有基礎上改良的「多米南特Pro」琴弦正式推出。

## 產品
托-因的琴弦產品有以下幾類，按其製材不同，價格亦不同：
- 想象（Vision）
- 史匹羅寇爾（Spirocore，「螺核」）
- Versum
- 超级灵活（Superflexible）
- 貝爾坎都（Belcanto，「美声唱法」）
- 因费尔德
- 普拉齊席翁（Prazision，「讚美詩」）
- 阿尔法悦
- 彼得·因费尔德
- 多米南特Pro

## 外部連結
- 官方网站